# Carlotta Ragazzini
Carlotta Ragazzini (Faenza, 15 settembre 2001) è una tennistavolista italiana.

## Carriera
Affetta da emangioma cavernoso fin dai diciotto mesi d'età, si appassionò al tennistavolo durante il ricovero in un centro riabilitativo in cui si trovava a seguito di un intervento di stabilizzazione della colonna vertebrale dopo il quale aveva smesso di camminare.
A diciassette anni vinse l'oro europeo tra le under 23 e nel 2022 fu vincitrice delle Paralimpiadi giovanili. Uno stop fisico le impedì di prendere parte al torneo di qualificazione per le Paralimpiadi di Tokyo.
Ai campionati europei del 2023 vinse le sue prime medaglie continentali seniores, due bronzi nel singolo e nel doppio misto con Federico Falco.
L'anno successivo ottenne la qualificazione per le Paralimpiadi di Parigi: nel doppio misto uscì ai sedicesimi, mentre nel torneo singolare riuscì a raggiungere la semifinale, al termine della quale vinse la medaglia di bronzo

## Palmarès
- Giochi paralimpici

 Parigi 2024:  Bronzo nel torneo individuale;
- Europei

 Sheffield 2023:  Bronzo nel torneo individuale;  Bronzo nel doppio misto;